# Народна воля (организация)
Вижте пояснителната страница за други значения на Народна воля.
Народна воля (на руски: Народная воля) е революционна нелегална политическа партия, основана през 1879 година след разкола на организацията "Земя и свобода" („Земля и воля“) на радикалната „Народна воля“ и умерената "Черно преразпределение" („Чёрный передел“). Участниците на организацията се наричат народово́лци. 
Партията си поставя като основна цел принуждаването на царското правителство на Руската империя да извърши демократични преобразувания и реформи и социално преобразование на обществото. 

## Идеи
Основните тезиси на организацията са, че поради „състоянието на пълно политическо и икономическо робство на руския народ“ и защото „руският народ се управлява от експлоататори-дворяни, буржоазия и придворна аристокрация, създадени и защитени от държавата в лицето на руското самодържавие и царизъм“, трябва да се извърши оземляване на крепостните и въвеждане на общинско и местно самоуправление в съчетание с федерализация (включително формиране на местни въоръжени сили), като се отмени цензурата и въведе свобода на съвестта, на словото и на печата и т.н. Според функционерите на „Народна воля“, по обективни причини (предвид същината на Руската империя, царизма и реакцията) не е възможно всичките ѝ искания да бъдат приети от правителството, поради което за да се осъществят на практика трябва да се води революционна борба и с методите на терора то да се принуди към това.

## Дейност
Още със създаването си „Народна воля“ се компрометира в очите на руското обществено мнение, обирайки банка в Херсон през 1879 година. Малко след обира, осъществен чрез прокопаване на таен тунел до трезора, откраднатите пари (в размер на няколко милиона рубли) са намерени от полицията.
Организацията издава и разпространява нелегално прокламации, вестник „Народная воля“ (№ 1 – 12, 1879 – 1885), „Рабочая газета“ (№ 1 – 3, 1880 – 1881), „Листок „Народной воли““ (№ 1 – 7, 1880 – 1886), „Вестник „Народной воли““ (Женева, т. 1 – 5, 1883 – 1886), издава календар „Народна воля“ за 1883 година (Женева, 1883).
Друг метод на политическа борба, използван от „Народна воля“ е терорът. Най-известният ѝ терористичен акт (през 1881 г.) е извършеното от т.нар. първомартовци и разтърсилото из дъно руското общество убийство (въпреки поетия от него курс на реформи) на император Александър II. То изиграва обратна на очакваната сред революционерите от руското общество реакция. Общественото мнение се настройва крайно негативно към организацията и нейните членове, въпреки че дотогава немалко интелектуалци ѝ симпатизират. Следват известните Контрареформи на Александър III, сред които – реорганизация на полицейските структури и обособяване на царската тайна полиция (наричана „Охранка“) в завършения ѝ вид, познат най-вече от марксическата историография.
След убийството на Александър II, „Народна воля“ осъществява цяла серия терористични актове (предимно атентати спрямо видни държавни фигури, политици и обществени деятели – повечето от които успешни). През 1884 г. Охранката предприема редица арести на видни дейци на организацията (като Герман Лопатин), с което осуетява извършването на запланувани нови акции. В отговор на предприетите правителствени действия срещу организацията, през 1886 из средите на старата „Земя и воля“/"Земя и свобода" се появява нова народоволческа група, която планира покушение срещу император Александър III за 1 март 1887, което е своевременно осуетено.

## Други
На народоволците е наречена улица в квартал „Факултета“ в София (Карта).